# Expedition 69

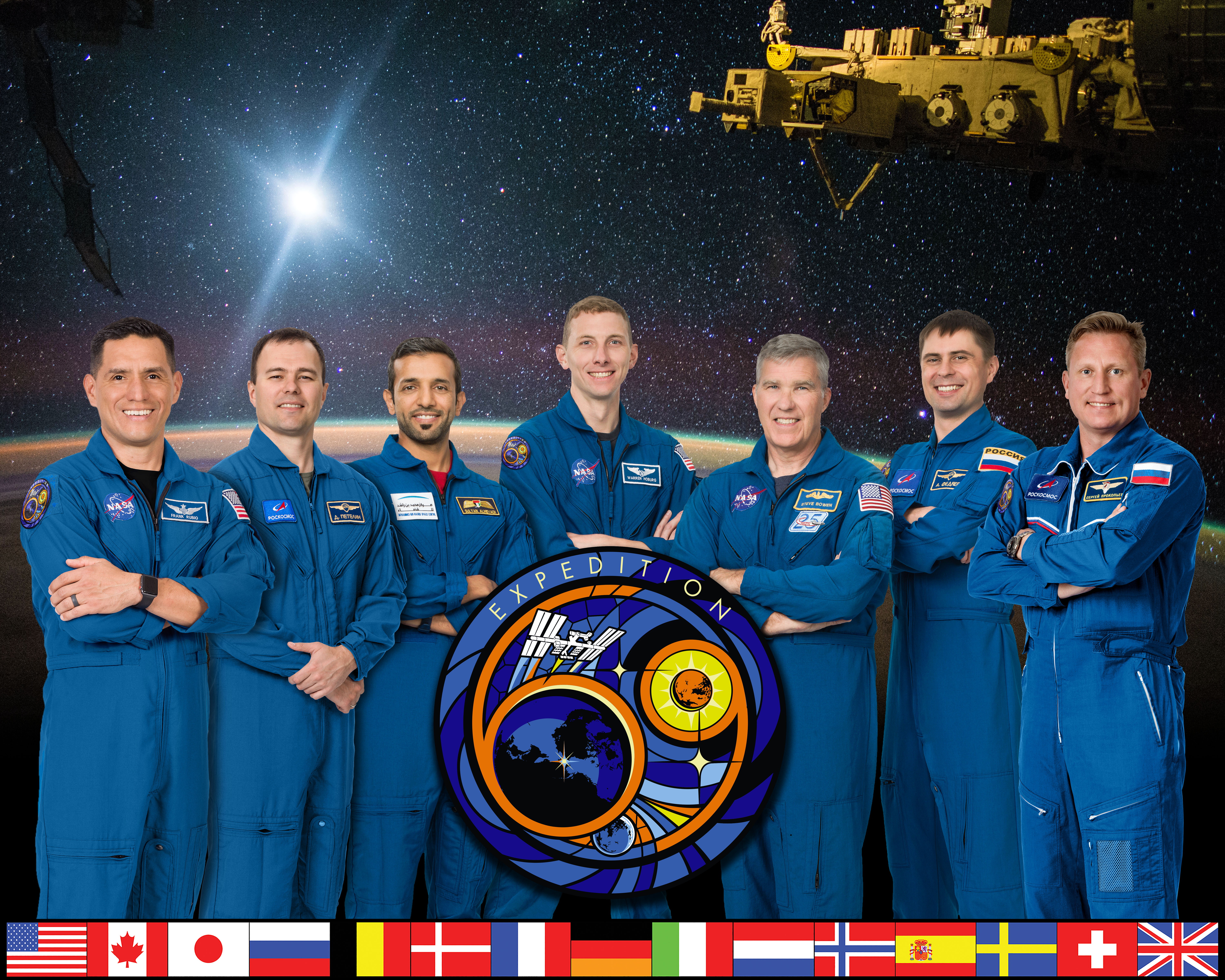
Expedition 69 besättning.

Expedition 69 var den 69:e expeditionen till Internationella rymdstationen (ISS). Expeditionen började den 28 mars 2023 då den obemannade Sojuz MS-22 återvände till jorden.
Jasmin Moghbeli, Andreas Mogensen, Satoshi Furukawa och Konstantin Borisov anslöt till expeditionen den 27 augusti 2023.
Stephen G. Bowen, Warren Hoburg, Sultan Al Neyadi, Andrey Fedyaev lämnade expeditionen den 3 september 2023.
Oleg Kononenko, Nikolai Chub och Loral O'Hara anslöt till expeditionen den 15 september 2023.
Expeditionen avslutades den 27 september 2023 då Sojuz MS-23 lämnade rymdstationen.

## Besättning
| Position     | Första delen (28 mars - 27 augusti 2023)    | Andra delen (27 augusti - 3 september 2023)  | Tredje delen (3 - 15 september 2023)         | Fjärde delen (15 - 27 september 2023)        |                                            |
| ------------ | ------------------------------------------- | -------------------------------------------- | -------------------------------------------- | -------------------------------------------- | ------------------------------------------ |
| Befälhavare  | Sergey Prokopyev, RSA Hans andra rymdfärd   | Sergey Prokopyev, RSA Hans andra rymdfärd    | Sergey Prokopyev, RSA Hans andra rymdfärd    | Sergey Prokopyev, RSA Hans andra rymdfärd    |                                            |
| Flygingenjör | Dmitry Petelin, RSA Hans första rymdfärd    | Dmitry Petelin, RSA Hans första rymdfärd     | Dmitry Petelin, RSA Hans första rymdfärd     | Dmitry Petelin, RSA Hans första rymdfärd     | Dmitry Petelin, RSA Hans första rymdfärd   |
| Flygingenjör | Francisco Rubio, NASA Hans första rymdfärd  | Francisco Rubio, NASA Hans första rymdfärd   | Francisco Rubio, NASA Hans första rymdfärd   | Francisco Rubio, NASA Hans första rymdfärd   | Francisco Rubio, NASA Hans första rymdfärd |
| Flygingenjör | Stephen G. Bowen, NASA Hans fjärde rymdfärd | Stephen G. Bowen, NASA Hans fjärde rymdfärd  |                                              | Oleg Kononenko, RSA Hans femte rymdfärd      |                                            |
| Flygingenjör | Warren Hoburg, NASA Hans första rymdfärd    | Warren Hoburg, NASA Hans första rymdfärd     |                                              | Nikolai Chub, RSA Hans första rymdfärd       |                                            |
| Flygingenjör | Sultan Al Neyadi, Hans första rymdfärd      | Sultan Al Neyadi, Hans första rymdfärd       |                                              | Loral O'Hara, Hennes första rymdfärd         |                                            |
| Flygingenjör | Andrey Fedyaev, RSA Hans första rymdfärd    | Andrey Fedyaev, RSA Hans första rymdfärd     |                                              |                                              |                                            |
| Flygingenjör |                                             | Jasmin Moghbeli, NASA Hennes första rymdfärd | Jasmin Moghbeli, NASA Hennes första rymdfärd | Jasmin Moghbeli, NASA Hennes första rymdfärd |                                            |
| Flygingenjör |                                             | Andreas Mogensen, ESA Hans andra rymdfärd    | Andreas Mogensen, ESA Hans andra rymdfärd    | Andreas Mogensen, ESA Hans andra rymdfärd    |                                            |
| Flygingenjör |                                             | Satoshi Furukawa, JAXA Hans andra rymdfärd   | Satoshi Furukawa, JAXA Hans andra rymdfärd   | Satoshi Furukawa, JAXA Hans andra rymdfärd   |                                            |
| Flygingenjör |                                             | Konstantin Borisov, RSA Hans första rymdfärd | Konstantin Borisov, RSA Hans första rymdfärd | Konstantin Borisov, RSA Hans första rymdfärd |                                            |